# Dactylopsila palpator
Dactylopsila palpator är en pungdjursart som beskrevs av Henri Milne-Edwards 1888. Dactylopsila palpator ingår i släktet strimmiga falangrar och familjen flygpungekorrar. Inga underarter finns listade. IUCN listar arten som livskraftig (LC). Arten listas där som enda medlem i släktet Dactylonax.
Artepitet palpator i det vetenskapliga namnet är det latinska ordet för "gripare". Det syftar på artens långa fingrar.
Pungdjuret förekommer i de flesta bergstrakter på Nya Guinea. Regionen ligger 850 till 3 050 meter över havet och är täckt av tropisk regnskog.